# Jennifer Beals
Jennifer Susan  Beals (Chicago, 19 de dezembro de 1963) é uma atriz norte-americana. É bastante conhecida por seus papéis como Alexandra "Alex" Owens no filme de 1983 Flashdance, e como Bette Porter na série de tendência lésbica The L Word. Ela já trabalhou em mais de 50 filmes. Pratica triatlo e tem como hobby fotografia, que já lhe rendeu um livro contendo fotos do elenco da série The L Word.

## Biografia

### Primeiros passos
Beals nasceu em Chicago, Illinois. Tem dois irmãos, Bobby e Gregory. Tendo perdido o pai aos dez anos, Beals viu a mãe se casar novamente, com Edward Cohen. Formou-se na Escola Francis W. Parker e na Universidade Yale, em literatura norte-americana.

### Carreira
Beals teve pequenas participações no filme de 1980 My Bodyguard e chegou a fama com seu papel em Flashdance.
Beals trabalhou na série The L Word (apresentado no Brasil pelo Warner Channel, onde interpretou Bette Porter, uma lésbica bem-sucedida. Apesar do estado avançado, a gravidez de Beals não foi adaptada para o roteiro da série. Entretanto, durante a 3ª temporada sua gravidez é notável).

### Vida pessoal
Beals foi casada com o diretor Alexandre Rockwell de 1986 a 1996. Em 1998, ela se casou com Ken Dixon, um empresário canadense. No dia 18 de outubro de 2005 deu à luz uma filha. Descreve-se como uma pessoa espiritual, manifestando interesse pela Bíblia Sagrada, catolicismo e budismo.

## Filmografia

### Cinema
| Ano  | Filme                                      | Papel                | Notas          |
| ---- | ------------------------------------------ | -------------------- | -------------- |
| 1980 | Cuidado com meu guarda-costas              | Amiga do Clifford    | sem crédito    |
| 1983 | Flashdance: Em ritmo de embalo             | Alex Owens           | Longa-metragem |
| 1985 | A prometida                                | Eva                  | Longa-metragem |
| 1988 | Um Estranho Vampiro                        | Rachel               | Longa-metragem |
| 1988 | Punhos de Vencedor                         | Barbara Uribe        | Longa-metragem |
| 1988 | Paixão, Duelo e morte                      | Lady Olivia Candioni | Longa-metragem |
| 1990 | Dr. Mabuse e o seu destino                 | Sonja Vogler         | Longa-metragem |
| 1991 | Fechando o cerco                           | Mona                 | Longa-metragem |
| 1992 | Narcodólares: Uma cilada de filho para pai | Joyce Ferranti       | Longa-metragem |
| 1992 | In the soup                                | Angelica Pena        | Longa-metragem |
| 1993 | The thief and the cobbler                  | Princesa Yum Yum     | Longa-metragem |
| 1994 | The search for one-eye Jimmy               | Ellen                | Longa-metragem |
| 1994 | O círculo do vício                         | Gertrude Benchley    | Longa-metragem |
| 1994 | Morte à vista                              | Rebecca Darcy        | Longa-metragem |
| 1995 | Vem dançar comigo 2                        | Emily Taylor         | Longa-metragem |
| 1995 | O diabo veste azul                         | Daphne Monet         | Longa-metragem |
| 1995 | Grande hotel                               | Angela               | Longa-metragem |
| 1996 | Questão de sensibilidade                   | Suzanne Stein        | Longa-metragem |
| 1997 | Coisas de casais                           | Elizabeth            | Longa-metragem |
| 1998 | O fim da era discoteca                     | Nina                 | Longa-metragem |
| 1998 | Anjos rebeldes 2                           | Valerie Rosales      | Longa-metragem |
| 1999 | Turbulência 2                              | Jessica              | Longa-metragem |
| 1999 | Something More                             | Lisa                 | Longa-metragem |
| 2000 | Body and soul                              | Gina                 | Longa-metragem |
| 2000 | A irmandade                                | Julie Sanders        | Longa-metragem |
| 2001 | Out of line                                | Jenny Capitanas      | Longa-metragem |
| 2001 | Aniversário de casamento                   | Gina Taylor          | Longa-metragem |
| 2002 | Roger, O conquistador                      | Sophie               | Longa-metragem |
| 2002 | 13 moons                                   | Suzi                 | Longa-metragem |
| 2003 | O Júri                                     | Vanessa Lembeck      | Longa-metragem |
| 2004 | Ninguém segura essas crianças              | Molly                | Longa-metragem |
| 2005 | Desolation Sound                           | Elizabeth Storey     | Longa-metragem |
| 2005 | Break a leg                                | Juliet               | Longa-metragem |
| 2006 | Sequestro sem provas                       | Jennifer Beck        | Longa-metragem |
| 2006 | O Grito 2                                  | Trish                | Longa-metragem |
| 2009 | Xeque Mate                                 | L'americaine         | Longa-metragem |
| 2010 | O Livro de Eli                             | Claudia              | Longa-metragem |
| 2010 | A Night for dying tingers                  | Melanie              | Longa-metragem |
| 2013 | Cinemanovels                               | Clementine           | Longa-metragem |
| 2015 | Full Out                                   | Valorie Kondos-Field | Longa-metragem |
| 2016 | Manhattan Night                            | Lisa Wren            | Longa-metragem |
| 2017 | Antes que eu vá                            | Julie Kingston       | Longa-metragem |
| 2018 | White Orchid                               | Vivian               | Longa-metragem |
| 2019 | After                                      | Karen Scott          | Longa-metragem |

### Televisão
| Ano         | Título                                      | Papel               | Notas                  |
| ----------- | ------------------------------------------- | ------------------- | ---------------------- |
| 1985        | Teatro dos contos de fadas                  | Cinderela           | 1 episódio             |
| 1990        | Tinikling                                   | Patty Meredith      | Filme para a televisão |
| 1992        | Terror stalks the class reunion             | Virginia            | Filme para a televisão |
| 1992        | Indecency                                   | Ellie Shaw          | Filme para a televisão |
| 1992        | Malibu Road                                 | Perry Quinn         | 6 episódios            |
| 1993        | Night Owl                                   | Julia               | Filme para a televisão |
| 1997        | The Outer Limits                            | Robin Dysart        | 1 episódio             |
| 1998        | Nithing Sacred                              | Justine Madsen Judd | 7 episódios            |
| 1998        | Explosiva e Perigosa                        | Xinia Kelly         | Filme para a televisão |
| 1999        | The Hunger                                  | Jane                | 1 episódio             |
| 2000        | Without Malice                              | Samantha Wilkes     | Filme para a televisão |
| 2000        | A House Divided                             | Amanda Dickson      | Filme para a televisão |
| 2001        | The Big House                               | Lorraine Brewster   | Filme para a televisão |
| 2001        | After the storm                             | Mrs. Gavotte        | Filme para a televisão |
| 2001        | A festa de todos os santos                  | Dolly Rose          | Filme para a televisão |
| 2002        | They Shoot Divas, Don't they?               | Sloan McBride       | Filme para a televisão |
| 2004        | Frasier                                     | Dr. Anne Ranberg    | 2 episódios            |
| 2007        | My name is Sarah                            | Sarah Winston       | Filme para a televisão |
| 2007        | Lei & Ordem                                 | Sofia Archer        | 1 episódio             |
| 2004 - 2009 | The L Word                                  | Bette Porter        | 70 episódios           |
| 2010        | The Night before the Night before Christmas | Angela Fox          | Filme para a televisão |
| 2009 - 2010 | Lie to me                                   | Zoe Landau          | 6 episódios            |
| 2011        | The Chicago Code                            | Teresa Colvin       | 13 episódios           |
| 2012        | Widow Detective                             | Lainey              | Filme para a televisão |
| 2012        | Castle                                      | Sophia Turner       | 2 episódios            |
| 2013        | Westside                                    | Lisa Carver         | Filme para a televisão |
| 2012 - 2013 | The Mob Doctor                              | Celeste LaPree      | 4 episódios            |
| 2012-2013   | Lauren                                      | Major Stone         | 10 episódios           |
| 2014        | Motive                                      | Sophia Balfour      | 1 episódio             |
| 2015        | Proof                                       | Dra. Carolyn Tyler  | 10 episódios           |
| 2017        | The Last Tycoon                             | Margo Taft          | 3 episódios            |
| 2016-2017   | Plantão Noturno                             | Dra. Syd Jennings   | 7 episódios            |
| 2017-2018   | Taken                                       | Christina Hart      | 26 episódios           |
| 2019 -      | The L Word: Generation Q                    | Bette Porter        | 8 episódios            |

## Redes Sociais Oficiais
- Facebook
- Twitter